# Smooth Operator
«Smooth operator» es una canción interpretada por la banda inglesa Sade, incluida en su álbum debut de estudio, Diamond Life (1984). La compañía discográfica Epic Records la lanzó en agosto de 1984 como el tercer sencillo del álbum en el Reino Unido.
En los Estados Unidos, «Smooth operator» se lanzó en febrero de 1985, sirviendo como el segundo sencillo estadounidense del álbum.
La expresión smooth operator describe a alguien relajado, muy confiado de sí mismo y agradable que se mueve con la intención de engañar a la gente. No tiene una traducción exacta al español.

## Antecedentes
Ray St. John, quien coescribió «Smooth operator» con Sade Adu, fue anteriormente miembro de la antigua banda de Adu, Pride, aunque no fue miembro de la banda Sade. Ambos coescribieron la canción en 1982, cuando aún eran miembros de Pride, pero no llegaron a grabarla.

## Escritura y temática
«Smooth operator» trata sobre un estafador a la moda que se mueve dentro de los altos círculos sociales. Es popular entre las mujeres y rompe muchos corazones. La letra “Coast to coast, LA to Chicago, western male / Across the north and south, to Key Largo, love for sale” implica que también utiliza a las mujeres para obtener sus ingresos. También está claro que no siente un afecto sincero por estas mujeres, ya que Adu canta cerca del final, “his heart is cold”. 
Esta canción se destaca por la recitación hablada de Adu en la introducción de la canción. Algunas ediciones de radio han omitido la introducción hablada y procedieron con la línea cantada de apertura del título del álbum, “Diamond Life”.

## Recepción de la crítica
En una reseña de la canción de AllMusic, la escritora musical Liana Jonas comentó: “Su combinación de sabor internacional, sonido fluido y tono seductor en general mantienen esta canción firmemente posicionada como una de las grabaciones más creativas de la música”. Wl crítico de la revista Classic Pop, Mark Lindores, señaló que «Smooth Operator», “definió el sonido de la banda, un pop conmovedor con inflexión de jazz con un saxofón característico”. Sophie Heawood de The Guardian comentó: "Posiblemente el sencillo característico de la banda, la precisión con la que su música suave, completa con un solo de saxo, transmitía el estilo de vida de clase empresarial de su sujeto, marcó la pauta de cómo serían percibidos sobre su toda su carrera. Como credo, ‘We move in space with minimum waste and maximum joy’ sigue siendo revelador”. Alexis Petridis posicionó «Smooth Operator» en el puesto #8 de su lista de las 20 mejores canciones de Sade. Michele Johnson, contribuidora de Classic Rock History, posicionó la canción en el primer lugar de su lista de las canciones 10 mejores canciones de Sade. En una reseña posicionando cada canción de Sade de peor a mejor, Frank Guan colocó «Smooth Operator» en el decimotercer lugar.

## En la cultura popular
El piloto español de Fórmula 1, Carlos Sainz Jr., suele cantar el estribillo de esta canción cuando consigue una victoria o quedar en el podio.

## Posicionamiento

### Gráfica semanal
| Gráfica (1984–1985)                                         | Pico de posición |
| ----------------------------------------------------------- | ---------------- |
| Alemania (Official German Charts)                           | 11               |
| Australia (Kent Music Report)                               | 20               |
| Austria (Ö3 Austria Top 40)                                 | 12               |
| Bélgica (Flandes) (Ultratop 50 Singles)                     | 19               |
| Canadá (RPM Top Singles)                                    | 5                |
| Canadá (RPM Adult Contemporary)                             | 5                |
| Estados Unidos (Billboard Adult Contemporary)               | 1                |
| Estados Unidos (Billboard Dance Club Songs)                 | 11               |
| Estados Unidos (Billboard Hot 100)                          | 5                |
| Estados Unidos (Billboard Hot R&B/Hip-Hop Songs)            | 5                |
| Estados Unidos (Cashbox Top 100)                            | 6                |
| Estados Unidos (Cashbox Top 100 Black Contemporary Singles) | 6                |
| Europa (European Hot 100 Singles)                           | 7                |
| Francia (SNEP)                                              | 9                |
| Irlanda (Irish Singles Chart)                               | 17               |
| Italia (Musica e dischi)                                    | 16               |
| Nueva Zelanda (Recorded Music NZ)                           | 22               |
| Países Bajos (Nederlandse Top 40)                           | 19               |
| Países Bajos (Single Top 100)                               | 12               |
| Reino Unido (UK Singles Chart)                              | 19               |
| Sudáfrica (Springbok Radio)                                 | 6                |
| Suiza (Schweizer Hitparade)                                 | 14               |

### Gráfica de fin de año
| Gráfica (1985)                                              | Pico de posición |
| ----------------------------------------------------------- | ---------------- |
| Canadá (RPM Top Singles)                                    | 71               |
| Estados Unidos (Billboard Adult Contemporary)               | 10               |
| Estados Unidos (Billboard Hot 100)                          | 62               |
| Estados Unidos (Billboard Hot R&B/Hip-Hop Songs)            | 32               |
| Estados Unidos (Cashbox Top 100)                            | 57               |
| Estados Unidos (Cashbox Top 100 Black Contemporary Singles) | 21               |

### Sucesión en listas
| Predecesor: «Rhythm of the Night» de DeBarge | U.S. Billboard Adult Contemporary Tracks — Sencillo N°. 1 11 de mayo de 1985 - 24 de mayo de 1985 | Sucesor: «Suddenly» de Billy Ocean |

## Certificaciones y ventas
| País              | Certificación | Ventas  |
| ----------------- | ------------- | ------- |
| Reino Unido (BPI) | Plata         | 200,000 |